# Álvaro Cervera
Álvaro Cervera Díaz (* 20. September 1965 in Santa Isabel) ist ein ehemaliger spanischer Fußballspieler und heutiger -trainer.

## Spielerkarriere

### Vereine
Cervera begann seine Karriere bei Racing Santander, stieg mit dem Verein aus Kantabrien aber in der Saison 1986/87 ab. Daraufhin wechselte er zur Saison 1987/88 zu RCD Mallorca und stieg erneut ab. Nach dem direkten Wiederaufstieg entwickelte sich der Spanier zu einem erstklassigen Mittelfeldakteur und wurde Nationalspieler.
Nach dem erneuten Abstieg in der Spielzeit 1991/92 wurde der Spanier vom FC Valencia verpflichtet. Hier qualifizierte sich Cervera zum ersten und einzigen Mal in seiner Karriere für den UEFA-Pokal.
1995 kehrte Cervera für zwei Spielzeiten zu Racing Santander zurück. Anschließend spielte er noch ein Jahr bei Hércules Alicante in der Segunda División sowie ein weiteres Jahr beim Ontinyent CF in der Segunda División B, ehe er seine Karriere beim Catarroja CF beendete.

### Nationalmannschaft
Cervera bestritt vier Länderspiele für die Spanische Nationalmannschaft. Sein Debüt erfolgte am 4. September 1991 im Rahmen eines 2:1-Sieges gegen Uruguay.

## Trainerkarriere
Seit 2003 ist Cervera als Trainer tätig.

## Erfolge
Als Spieler
- Aufstieg in die Primera División: 1989

Als Trainer
- Aufstieg in die Primera División: 2020
- Aufstieg in die Segunda División: 2013